# 流星ミラクル
「流星ミラクル」（りゅうせいミラクル）は、いきものがかりの楽曲。自身の4作目のシングルとして、エピックレコードジャパンからCDシングル・デジタル・ダウンロードで2006年12月6日に発売された。

## 解説
前作「コイスルオトメ」から約1か月半ぶりに発売された2006年第4弾シングル。初回仕様限定盤には特典として『天保異聞 妖奇士』といきものがかりによる「コラボ蛇腹キャラクターファイル」と「描き下ろしワイドキャップステッカー」が付属されている。
初動・累計売上は前作を上回っているものの、いきものがかりの作品では唯一オリコンチャートTOP20入りしていない作品である。

## 収録曲
1. 流星ミラクル （4:07）
  - 作詞・作曲：水野良樹 / 編曲：WESTFIELD

MBS・TBS系アニメ『天保異聞 妖奇士』オープニングテーマ。
水野が高校時代にいきものがかりとは別に結成していたバンド「Groovy★Jack」の楽曲『オーバーカム』がモチーフになっている[1]。
PVは多摩ニュータウンで撮影されており、前作に続いて加藤みづきが出演している。撮影地付近にはスタジオジブリの映画『耳をすませば』の聖地と呼ばれる場所もあるのだという。
2. 雪やまぬ夜二人 （4:44）
  - 作詞・作曲：山下穂尊 / 編曲：湯浅篤

2008年12月24日発売のコンピレーション・アルバム『Wonderful Tunes〜Love Winter〜』にも収録された。
ベストアルバム『いきものばかり〜メンバーズBESTセレクション〜』には新録バージョン「雪やまぬ夜二人-2010 version-」（編曲：松任谷正隆）が収録されている。
3. 風に吹かれて （3:04）
  - 作詞・作曲：宮本浩次 / 編曲：江口亮

エレファントカシマシの楽曲「風に吹かれて」のカバー。
いきものがかりで発表したカバー曲では唯一となる男性アーティストの楽曲である。
4. 流星ミラクル -instrumental-

## 収録アルバム
- 桜咲く街物語（#1）
- Anime×Music Collaboration 39 '02-'07（#1）
- いきものばかり〜メンバーズBESTセレクション〜（#2）
- Wonderful Tunes〜Love Winter〜（#2）

## カバー
雪やまぬ夜二人
- 沼倉愛美 - 2014年発売のアルバム『THE IDOLM@STER STATION!!+ WINTER MEMORIES』に収録。